# Fernanda Vasconcellos
Fernanda de Vasconcellos Galvez (sinh ngày 14 tháng 9 năm 1984) là một nữ diễn viên người Brazil.

## Nghề nghiệp
Cô làm việc như một người mẫu đóng vai chính trong một số quảng cáo truyền hình và là một vũ công trong chương trình Domingo Legal của SBT trước khi trở thành một nữ diễn viên. Fernanda đóng vai trò chính của Betina trong mùa giải Malhação năm 2005 làm việc với nam diễn viên Thiago Coleues. Sau khi rời Malhação, cô vào vai một nhân vật sinh viên nghệ thuật tên là Nanda trong Rede Globo telenovela Páginas da Vida năm 2006. Đây là lần thứ hai cô là người yêu của Thiago Coleues. Fernanda Vasconcellos đã giành giải Nữ diễn viên mới xuất sắc nhất cho màn trình diễn này. Tiếp theo, cô đóng vai chính Clara trong telenovela Desejo Proibido năm 2007. Lấy bối cảnh tại một thành phố hư cấu những năm 1930 nằm ở bang Minas Gerais, mối quan tâm lãng mạn của cô là một nhân vật do Murilo Rosa thủ vai.
Trong Telenovela Tempose Modernos năm 2010, Vasconcellos một lần nữa đóng vai một nhân vật có mối quan hệ tình cảm với nam diễn viên Thiago Coleues, trong lần thứ ba trong sự nghiệp. Cô đóng vai chính là Nelinha. Vasconcellos đóng vai trò chính trong Rede Globo telenovela 2011 Vida da Gente trong vai một tay vợt tên là Ana Fonseca. Cô đóng một trong những vai chính trong Rede Globo telenovela Sangue Bom 2013 trong vai Malu, một sinh viên đại học bị người mẹ nổi tiếng của mình từ chối.

## Tác phẩm đã tham gia

### Truyền hình
| Năm       | Tên phim | Vai diễn | Ghi chú                  |
| --------- | -------- | -------- | ------------------------ |
| 2016-2020 | 3%       | Laís     | mùa 2; khách mời mùa 3–4 |